# Virginia Slims of Seattle 1977
Virginia Slims of Seattle 1977  — жіночий тенісний турнір, що проходив на закритих кортах з килимовим покриттям Seattle Center Arena в Сіетлі (США) в рамках Світової чемпіонської серії Вірджинії Слімс 1977. Турнір відбувся вперше і тривав з 31 січня до 6 лютого 1977 року. Перша сіяна Кріс Еверт здобула титул в одиночному розряді й отримала за це 20 тис. доларів США.

## Фінальна частина

### Одиночний розряд
Кріс Еверт —  Мартіна Навратілова 6–2, 6–4
- Для Еверт це був 2-й титул в одиночному розряді за рік і 69-й — за кар'єру.

### Парний розряд
Розмарі Казалс /  Кріс Еверт —  Франсуаза Дюрр /  Мартіна Навратілова 6–4, 3–6, 6–3

## Призові гроші
| Дисципліна       | П       | F       | ПФ     | ЧФ     | 1/8    | 1/16 | Prel. round |
| Одиночний розряд | $20,000 | $10,000 | $5,400 | $2,500 | $1,375 | $775 | $400        |